# Nicholas Spykman
Nicholas John Spykman (13 de octubre de 1893 – 26 de junio de 1943) fue un periodista y profesor  universitario estadounidense de origen holandés, considerado como uno de los «padres de la geopolítica» en los Estados Unidos.
En lo profesional, recibió influencias de Halford J. Mackinder y Alfred T. Mahan, y a su vez influenció a George F. Kennan, Henry A. Kissinger, John Foster Dulles, y Zbigniew Brzezinski.

## Visión geopolítica
Spykman es un discípulo crítico de Alfred Thayer Mahan, y un continuador del enfoque geoestratégico de Halford John Mackinder. Este especialista, al igual que Mackinder, considera que nuestro planeta tiene un "corazón", un heartland, una zona considerada como el centro geográfico de moda, el que está rodeado de un "anillo de tierras" ("tierras del borde" o rimland), que es necesario controlar.

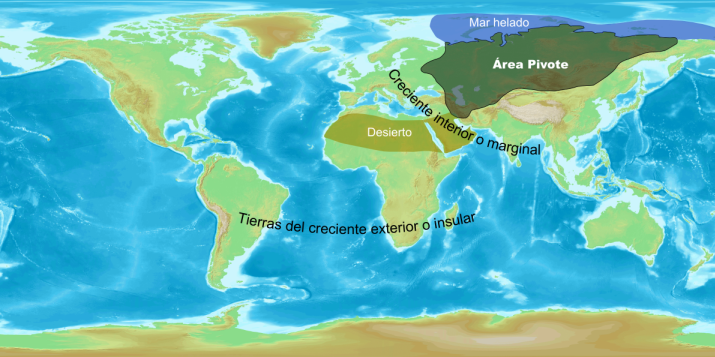
Localización del área pivote según Mackinder.

Quien tiene el poder mundial no es quien controla directamente el “corazón del mundo”, es quien es capaz de cercarlo, como los Estados Unidos lo hicieron durante toda la Guerra Fría, y lo siguen haciendo hasta nuestros días.
José Luis Fiori: "El geopolítico Nicholas Spykman y América Latina".

### HeartlandyRimland
Contrariamente a Halford Mackinder, Spykman no piensa que el heartland, "ese pivot geográfico del mundo", esa centralidad según un enfoque económico-geográfico, se encuentre localizado en Europa central / Rusia sino en una zona periférica, sobre el litoral o sobre una cuenca. Según él, el centro del mundo está compuesto de tierras litorales, las coastlands de Mackinder a las que llama "borde de tierras" o "anillo de tierras" o "borde de cuencas", el rimland. Este territorio periférico estaría atrapado entre el corazón europeo (Alemania, Rusia), y los mares tutelados por los ingleses).
Spykman piensa que los Estados Unidos, de una manera o de otra, deben controlar los Estados de este rimland, con la finalidad de imponerse como superpotencia, y así dominar el mundo. El contexto de la Segunda Guerra Mundial obligó a los estrategas estadounidenses a evitar la propagación y el fortalecimiento del nazismo, especialmente más allá del heartland, y a actuar en consecuencia.
Y dada la subsiguiente derrota alemana, esta estrategia se adaptó a la nueva situación, estableciéndose entonces una política llamada de contención (containment policy), orientada ahora a entorpecer la ampliación de la influencia soviética más allá de las fronteras del "corazón del mundo". Los Estados Unidos sostienen y apoyan entonces a Turquía, Irán, y Japón, entre otros, para así enfrentar el retraimiento de las potencias europeas (muy debilitadas por la guerra) de las zonas de Oriente Próximo y de otras zonas de Asia.